# Catagoniaceae
Catagoniaceae là một họ rêu trong bộ Hypnales.